# Gaye Su Akyol
Gaye Su Akyol (Istanbul, 30 gennaio 1985) è una cantante turca.
Nel 2017 ha composto alcune canzoni per la colonna sonora di Rosso Istanbul, un film diretto da Ferzan Özpetek.

## Discografia

### Album in studio
- 2014 – Develerle Yaşıyorum
- 2016 – Hologram İmparatorluğu
- 2018 – İstikrarlı Hayal Hakikattir[2]
- 2022 – Anadolu Ejderi[3]

## Riconoscimenti
Gaye Su Akyol ha ricevuto il premio come Miglior Artista ai Songlines Music Awards 2019.